# Hubert Massol
Hubert Massol, né le 21 février 1937 à Castres (Tarn), est la figure de proue du vol du cercueil du maréchal Pétain. Il est également le président de l'Association pour défendre la mémoire du maréchal Pétain de 2009 à 2020.

## Biographie
Il combat lors de sa jeunesse en Algérie, et à son retour il intègre l'école supérieure de publicité. Il rejoint l'Alliance républicaine pour les libertés et le progrès de Jean-Louis Tixier-Vignancour.
En 1973, il coordonne le commando en charge de voler le cercueil du maréchal Pétain afin de l'inhumer à l'ossuaire de Douaumont,. Hubert Massol accorde une conférence de presse, la veille de son arrestation, dans laquelle il accepte de donner des informations si le cercueil est inhumé aux Invalides. Il est emmené peu de temps après au quai des Orfèvres,,.
Il préside l'association nationale Pétain-Verdun jusqu'en 1982.
Il rejoint le Front national en 1985 et est élu aux municipales de 1989, il est réélu en 1995 avec 20% des voix. Il est membre du conseil municipal de la mairie d'Asnières-sur-Seine.
Il est le président de l'Association pour défendre la mémoire du maréchal Pétain de 2009 à 2020. Cependant, après son départ de la présidence, l'association dénonce « l'usurpateur [Hubert] Massol », mettant en particulier en cause sa proximité avec des mouvements antisémites.